# 広島師範学校

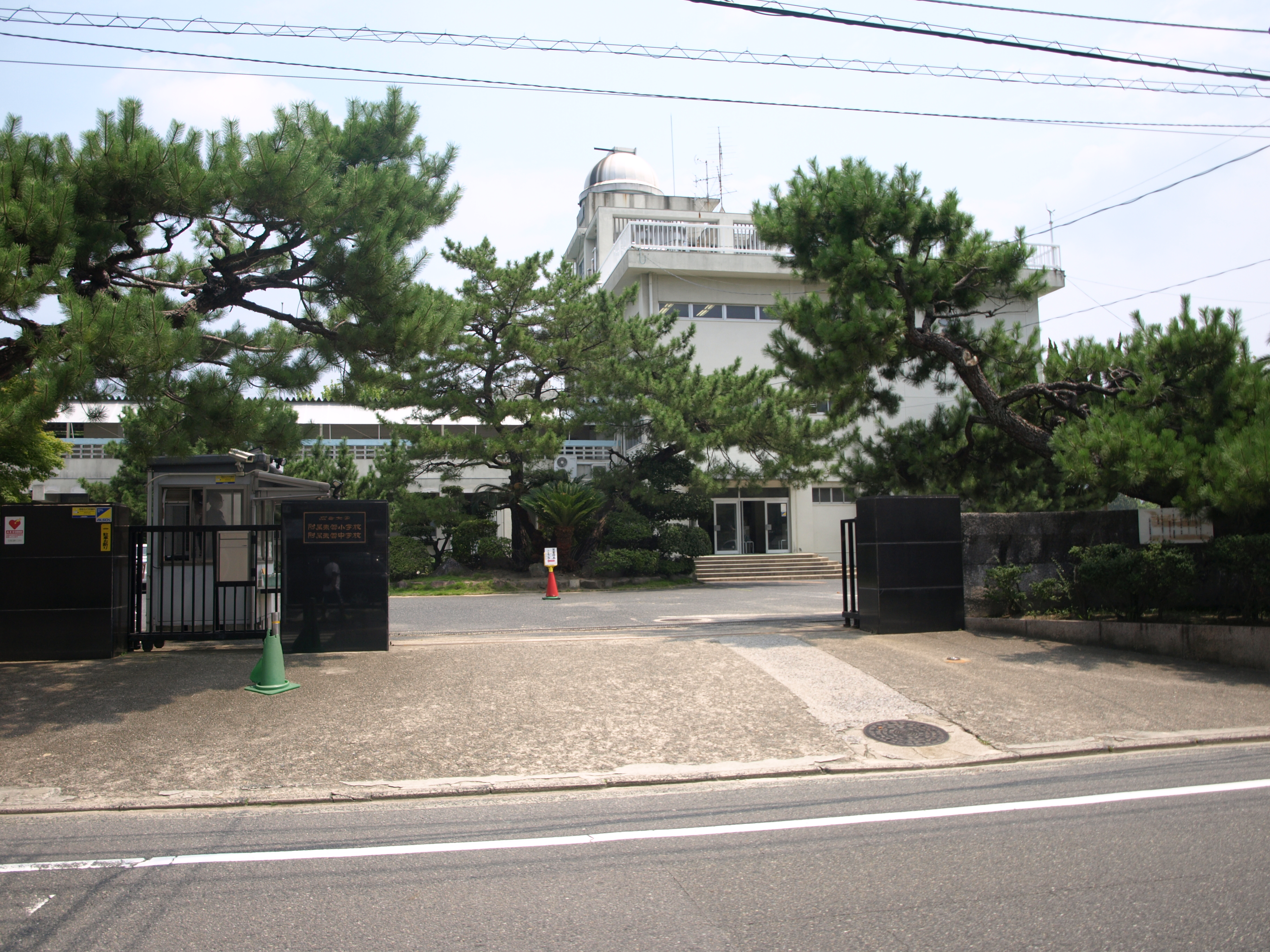
旧・広島師範学校の校地を継承する現在の広大附属東雲小・中学校の正門。

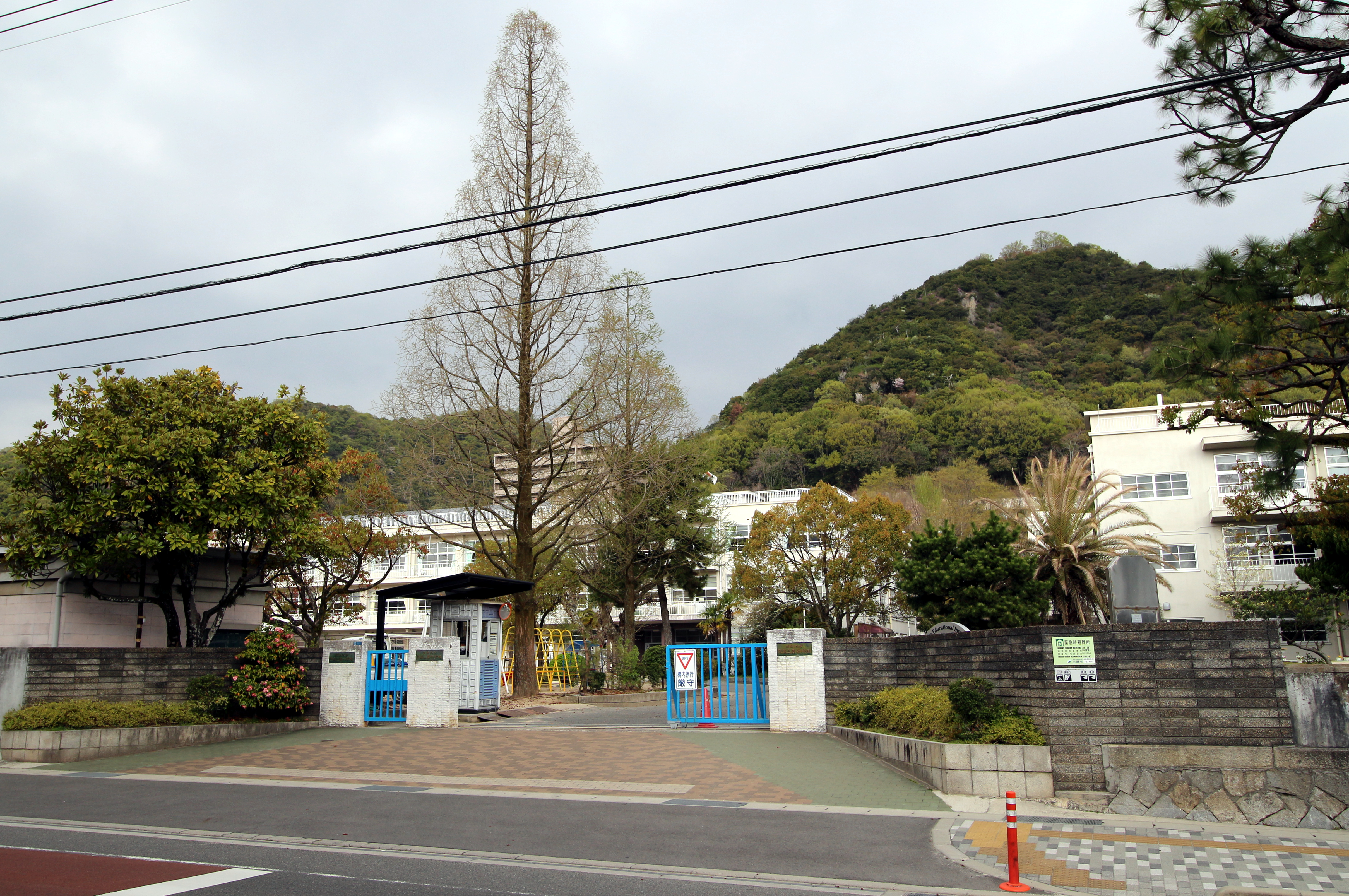
旧・広島師範学校女子部（三原女子師範学校）の校地を継承する現在の広島大学附属三原幼稚園・小学校・中学校の正門。

広島師範学校 （ひろしましはんがっこう） は、第二次世界大戦中の1943年（昭和18年）4月 に、広島県に設置された官立の師範学校である。
本項は、広島県師範学校・広島県三原女子師範学校などの前身諸校を含めて記述する。

## 概要
- 広島県師範学校・広島県三原女子師範学校の統合・官立移管により設置され、初等学校（国民学校（小学校）尋常科・高等科）・中学校教員の育成を主な目的とした。
- 男子部・女子部を置き、男子部は各3年の予科・本科および3期9カ月の研究科、女子部は各2年の予科・本科および1年の専攻科からなり、それぞれ初等科・高等科からなる附属国民学校（小学校）を設置した（女子部はこれに加え附属幼稚園を設置）。
- 1872年（明治5年） 設立の遷喬舎を起源とするが、直接の前身校は1874年（明治7年）遷喬舎の廃校後広島県により設立された白島学校（のち広島県師範学校と改称）である。
- 第二次世界大戦後の学制改革で新制広島大学教育学部東雲分校・三原分校の構成母体となった（その後東雲分校は学校教育学部として一時分離していたが教育学部に再統合され現在に至っている）。

## 沿革

### 官立（国立）、広島県立並設期

#### 遷喬舎
- 1872年（明治5年）
  - 5月 - 遷喬舎設立。広島藩校修道館を継承する私立学校。主宰・土井百穀。
  - 10月 - 遷喬舎に師範学科などを設置。
- 1873年（明治6年）3月 - 広島県は遷喬舎を「義校」とし小学校教員の養成を行わせた。
- 1874年（明治7年）6月- 遷喬舎が廃校。
生徒の多くが新設の官立広島師範学校（後出）・官立広島外国語学校（現・広島県立広島国泰寺高等学校）両校に吸収されたことによる。

#### 旧・広島師範学校
- 1874年（明治7年）2月19日 - 官立広島師範学校が設置。各大学区に置かれた7官立師範学校の一つ。
- 1877年（明治10年）2月19日 - 文部省の経費節減策[1]により、官立広島師範学校が廃止。

#### 白島学校、広島県公立師範学校
- 1874年（明治7年）
  - 7月1日 - 広島県、広島・東白島町に白島学校（白島師範学校）を創立。（公立の教員養成学校として独自に設立）。
  - 12月11日 - 白島学校の開校式を挙行。
  - 12月28日 - 白島学校最初の卒業式を挙行。9名が卒業（3ヵ月の速成教育）。
- 1875年（明治8年）
  - 4月12日 - 白島学校、広島県公立師範学校と改称。
  - 10月30日 - 実地授業のため「児童用模範学校」（のち附属小学校）を設置。
- 1877年（明治10年）2月19日 - 官立広島師範学校廃止にともない同校の施設をそのまま継承。

### 広島県立限定期

#### 旧旧・広島県師範学校、広島県広島師範学校
- 1877年（明治10年）3月7日 - 広島県公立師範学校を広島県師範学校に改称。
- 1878年（明治11年）2月21日 - 植物園を設置。
- 1879年（明治12年）9月10日 - 広島県広島師範学校に改称。
- 1882年（明治15年）10月14日 - 女子部を設置（1893年（明治26年）3月31日廃止）。
- 1884年（明治17年）3月3日 - 小学校教員講習科を設置。

#### 広島県尋常師範学校
- 1886年（明治19年）7月31日 - 広島県尋常師範学校に改称。

#### 旧・広島県師範学校、広島県広島師範学校、広島県師範学校
- 1898年（明治31年）4月1日 - 再度広島県師範学校と改称し、女子部を再設置。
- 1901年（明治34年）7月21日 - 広島市内皆実村（現在は比治山本町内）に校舎を新築し移転。
- 1903年（明治36年）3月31日 - 移転により附属植物園が県立広島高等女学校附属となる。
- 1904年（明治37年） - 本年度より私費生の入学を許可。
- 1908年（明治41年）1月28日 - 学則を制定し、予備科を設置。
- 1909年（明治42年）4月1日 - 女子部を改編し広島県三原女子師範学校として分離。
- 1911年（明治44年）4月 - 本科第2部を設置。
- 1915年（大正4年）1月16日 - 本年度より予備科を廃止。
- 1917年（大正6年）4月 - 全寮制を廃止し、通学を認める。
- 1922年（大正11年）4月1日 - 広島県福山師範学校新設にともない校名を再度広島県広島師範学校と改称。
- 1924年（大正13年）11月9日 - 創立50周年記念式挙行。
- 1926年（大正15年）4月1日 - 男子部に手工科を新設。本年度より専攻科を設置。
- 1928年（昭和3年）4月1日 - 本科第1部第2学年までに限り全寮制を復活。
- 1931年（昭和6年）1月10日 - 本科第2部の修業年限を2年とする。
- 1932年（昭和7年）4月1日 - 廃止された福山師範学校の生徒を本校に収容し、本校の校名を再々度広島県師範学校に改称。
- 1934年（昭和9年）11月4日 - 創立60周年記念式挙行。
- 1939年（昭和14年）
  - 3月28日 - 本校内に広島県立臨時教員養成所を併置。
  - 4月1日 - 本科第2部に特別学級（大陸科）を新設。満蒙開拓移民の教育指導者の育成をめざした。
- 1941年（昭和16年）9月15日 - 市内東雲町の新築校舎に移転。

#### 旧・広島県福山師範学校、広島県福山師範学校
- 1876年（明治9年）6月29日 - 旧小田県師範学校を広島県公立師範学校の分校とする。
- 1878年（明治11年）12月10日 - 同上分校を広島県福山師範学校と改称。
- 1879年（明治12年）6月30日 - 同上廃止。
- 1922年（大正11年）
  - 4月1日 - 広島県福山師範学校を新設。
  - 5月23日 - 開校式を挙行。
- 1926年（大正15年）4月 - 本年度より専攻科を設置。
- 1932年（昭和7年）3月31日 - 廃止。

#### 広島県三原女子師範学校
- 1882年（明治15年）10月14日 - 広島県広島師範学校女子部を設置。開業式を挙行。
- 1886年（明治19年）3月3日 - 幼児保育場を設置。
- 1893年（明治26年）3月31日 - 女子部および幼児保育場を廃止。
- 1898年（明治31年）4月1日 - 広島県師範学校女子部を再設置。
- 1909年（明治42年）
  - 3月31日 - 同上廃止（女子師範学校への昇格による）。
  - 4月1日 - 広島県三原女子師範学校を新設。
- 1910年（明治43年）11月27日 - 開校式を挙行。
- 1911年（明治44年）4月1日 - 予備科および附属小学校を設置。
- 1915年（大正4年）4月1日 - 本科第2部設置（4月16日 - 入学式挙行）。
- 1924年（大正13年）7月1日 - 創立15周年記念式挙行。
- 1926年（大正15年）4月 - 専攻科を設置。
- 1928年（昭和3年）4月5日 - 本校内に広島県主催保母養成長期講習会を開設。
- 1930年（昭和5年）3月31日 - 同上廃止。
- 1931年（昭和6年）4月1日 - 専攻科を廃止。
- 1934年（昭和9年）10月28日 - 創立25周年記念式挙行。
- 1939年（昭和14年）7月22日 - 本校内に広島県特設教員養成所を設置。

### 官立限定期

#### 広島師範学校
- 1943年（昭和18年）
  - 4月1日 - 師範教育令改正[2]に伴い、広島県師範学校・三原女子師範学校は国に移管・統合され官立広島師範学校となった
  - 11月7日 - 創立70周年記念式を挙行。
- 1945年（昭和20年）
  - 8月6日 - 原爆により、本校（男子部）校舎の一部が損壊。
  - 9月5日 - 男子部の授業再開。
- 1948年（昭和23年）
  - 1月17日 - 予科生徒の募集を停止。
  - 4月 - 男子部・女子部に特設研究科を設置。
- 11月4日 - 創立75周年記念式を挙行。
- 1949年（昭和24年）5月31日 - 国立学校設置法の公布によって設置された広島大学に包括されて広島大学広島師範学校と改称。
本校および女子部はそれぞれ当時の教育学部東雲分校および三原分校構成の母体をなした。
- 1951年（昭和26年）3月31日 - 全生徒の卒業により男子部・女子部ともに廃校。

### 附属・併置機関

#### 附属小学校
本校名改称による名称変更については省略。
- 1875年（明治8年）10月30日 - 白島学校、実地授業のため「児童用模範学校」を設置。
- 1904年（明治37年）
  - 3月18日 - 上記学校を（広島県師範学校）附属小学校と改称。
  - 4月1日 - 安芸郡仁保島村に附属小学校大河分教場を設置。
- 1911年（明治44年）
  - 3月31日 - 大河分教場を廃止。
  - 4月1日 - 安芸郡大河尋常小学校を（広島県師範学校）代用附属小学校とする。また広島県三原女子師範学校附属小学校設置。
- 1922年（大正11年）3月31日 - 広島市皆実尋常小学校を代用附属小学校とする。
- 1930年（昭和5年）3月31日 - 大河尋常高等小学校の代用附属小学校関係を解除。代わりに安佐郡緑井尋常高等小学校を代用附属小学校とする。
- 1941年（昭和16年）2月28日 - 国民学校令に伴い、各附属小学校を附属国民学校と改称。
- 1947年（昭和22年）
  - 4月1日 - 学制改革に伴い、新制附属中学校を設置。
  - 5月24日 - 学制改革に伴い、附属国民学校を附属小学校（新制）と改称。
- 1951年（昭和26年）4月1日 - 広島師範学校廃止にともない、附属学校はそれぞれ広島大学教育学部附属東雲中学校・小学校、附属三原中学校・小学校、附属幼稚園となった。

#### 教員養成所
- 1939年（昭和14年）
  - 3月28日 - 広島県立師範学校内に広島県立臨時教員養成所を併置。
  - 7月22日 - 三原女子師範学校内に広島県特設教員養成所を設置。
- 1940年（昭和15年）4月1日：臨時教員養成所を広島県立臨時小学校教員養成所と改称。
- 1941年（昭和16年）4月1日：臨時小学校教員養成所を広島県立臨時国民学校教員養成所と改称し三原女子師範学校内に併置。特設教員養成所は広島県特設国民学校教員養成所と改称。

## 歴代校長

### 源流諸校・県立師範学校時代
源流諸校（師範教育令以前）
白島学校長 （1874年（明治7年）7月 - 1875年（明治8年）4月）・
広島公立師範学校長 （1875年（明治8年）4月 - 1877年（明治10年）3月）
広島県師範学校長 （1877年（明治10年）3月 - 1879年（明治12年）9月）
広島県広島師範学校長 （1879年（明治12年）9月 - 1886年（明治19年）7月）
広島県尋常師範学校長 （1886年（明治19年）7月 - 1898年（明治31年）3月）
- 校長：岩本元行 （1874年（明治7年）8月20日 - 1877年（明治10年）7月10日?）
- 校長：吉村寅太郎 （1877年（明治10年）7月10日 - 1878年（明治11年）12月25日?）
- 校長：矢部善蔵 （1878年（明治11年）12月25日 - 1881年（明治14年）2月3日）
- 校長：水谷貢 （1881年（明治14年）11月25日 - 1886年（明治19年）8月16日?）白島学校開校以来の副校長・教諭であった。
- 校長：峰是三郎 （1886年（明治19年）8月16日 - 1887年（明治20年）4月7日）
- 校長：大河内輝剛 （1887年（明治20年）4月7日 - 1892年（明治25年）6月24日）
- 校長：大田義弼 （1892年（明治25年）6月24日 - 1898年（明治31年）1月17日）
- 校長：安達常正（1898年（明治31年）1月17日 - 1898年（明治31年）3月31日?）

広島県師範学校長（師範教育令以後）
※1922年（大正11年）4月 - 1932年（昭和5年）3月は広島県広島師範学校長。
- 初代：安達常正 （1898年（明治31年）4月1日 - 1899年（明治32年）6月28日）- 前職:広島県尋常師範学校長
- 第2代：大田義弼 （1899年（明治32年）6月28日 - 1900年（明治33年）10月27日）- 前職:茨城県師範学校長（再任）
- 第3代：広瀬為四郎 （1900年（明治33年）10月27日 - 1902年（明治35年）9月23日）- 前職:福島県師範学校長
- 第4代：弘瀬時治 （1902年（明治35年）9月23日 - 1906年（明治39年）5月22日）- 前職:東京府師範学校教諭
- 第5代：根岸福彌 （1906年（明治39年）6月2日 - 1912年（大正元年）10月2日）- 前職:三重県師範学校長／1909年（明治42年）7月1日以降広島県三原女子師範学校長を兼任。
- 第6代：浜口庄吉（1912年（大正元年）10月2日 - 1917年（大正6年）6月28日）- 前職:福岡県福岡師範学校長
- 第7代：山本宗太郎（1917年（大正6年）6月28日 - 1919年（大正8年）7月31日）- 前職:群馬県師範学校長
- 第8代：渡辺信治（1919年（大正8年）7月31日 - 1926年（大正15年）3月31日）- 前職:愛媛県視学
- 第9代：宗像鴨四郎（1926年（大正15年）3月31日 - 1927年（昭和2年）5月14日）- 前職:新潟県新潟師範学校長
- 第10代：浅賀辰次郎（1927年（昭和2年）5月14日 - 1932年（昭和7年）3月28日）- 前職:愛媛県師範学校長
- 第11代：津田克太郎（1932年（昭和7年）3月28日 - 1935年（昭和10年）3月30日）
- 第12代：横田純太（1935年（昭和10年）3月30日 - 1938年（昭和13年）4月11日）- 前職:富山県立富山中学校長
- 第13代：林鎌次郎（1938年（昭和13年）4月11日 - 1942年（昭和17年）3月31日）- 前職:鹿児島県師範学校長
- 第14代：山下直平（1942年（昭和17年）3月31日 - 1943年（昭和18年）3月31日）- 前職:熊本県師範学校長

広島県三原女子師範学校長
- 初代：根岸福彌（1909年（明治42年）4月1日 - 1910年（明治43年）1月28日）- 広島県師範学校長と兼任。
- 第2代：内田慶三（1910年（明治43年）1月28日 - 1913年（大正2年）10月23日）- 前職:新潟県長岡女子師範学校教諭
- 第3代：塩谷伴造（1913年（大正2年）10月23日 - 1918年（大正7年）10月14日）- 前職:愛媛県女子師範学校長
- 第4代：五十嵐長之丞（1918年（大正7年）10月19日 - 1920年（大正9年）4月30日）- 前職:広島県師範学校教諭
- 第5代：北川鯉一（1920年（大正9年）4月30日 - 1923年（大正12年）5月24日）- 前職:兵庫県明石女子師範学校教諭
- 第6代：森隼三（1923年（大正12年）7月3日 - 1927年（昭和2年）10月26日）- 前職:高知県師範学校長
- 第7代：辻助次郎（1927年（昭和2年）10月26日 - 1930年（昭和5年）3月27日）
- 第8代：山崎英次郎（1930年（昭和5年）3月27日 - 1935年（昭和10年）3月30日）
- 第9代：桜井香織（1935年（昭和10年）3月30日 - 1942年（昭和17年）3月31日）
- 第10代：及川彌平（1942年（昭和17年）3月31日 - 1943年（昭和18年）3月31日）- 前職:大分県師範学校長

広島県福山師範学校長
- 初代：片山昇（1922年（大正11年）4月1日 - 1928年（昭和3年）4月20日?）- 前職:広島師範学校教諭
- 第2代：戸津吉之助（1928年（大正3年）4月20日 - 1931年（大正6年）9月28日?）
- 第3代：田沢次郎（1931年（大正6年）9月28日 - 1932年（大正7年）3月31日?）

### 官立師範学校時代
官立広島師範学校長
- 初代：山下直平（1943年（昭和18年）4月1日 - 1946年（昭和21年）6月5日?）
広島県広島師範学校長より。
- 第2代：辻幸三郎（1946年（昭和21年）6月5日 - 1949年（昭和24年）7月31日?）- 前職:広島高等師範学校教授／ 1949年（昭和24年）5月31日以降、広島大学東雲分校主事を兼任。
- 第3代：桜井役（1949年（昭和24年）7月31日 - ）- 広島大学教育学部長と兼任。

## 校地の変遷と継承

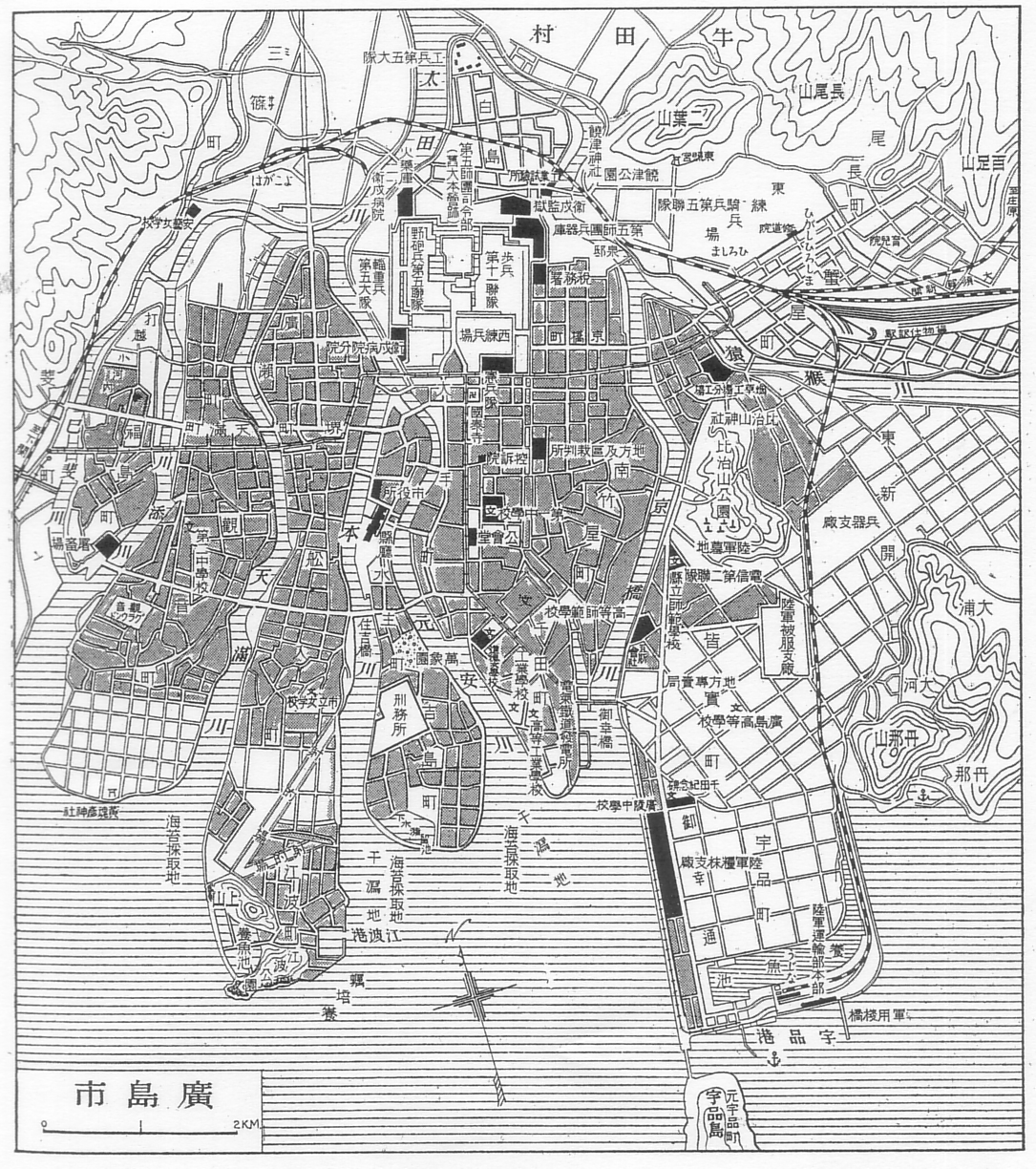
1930年頃の広島市の地図 / 皆実町校舎時代の「縣立師範學校」の位置が記されている。

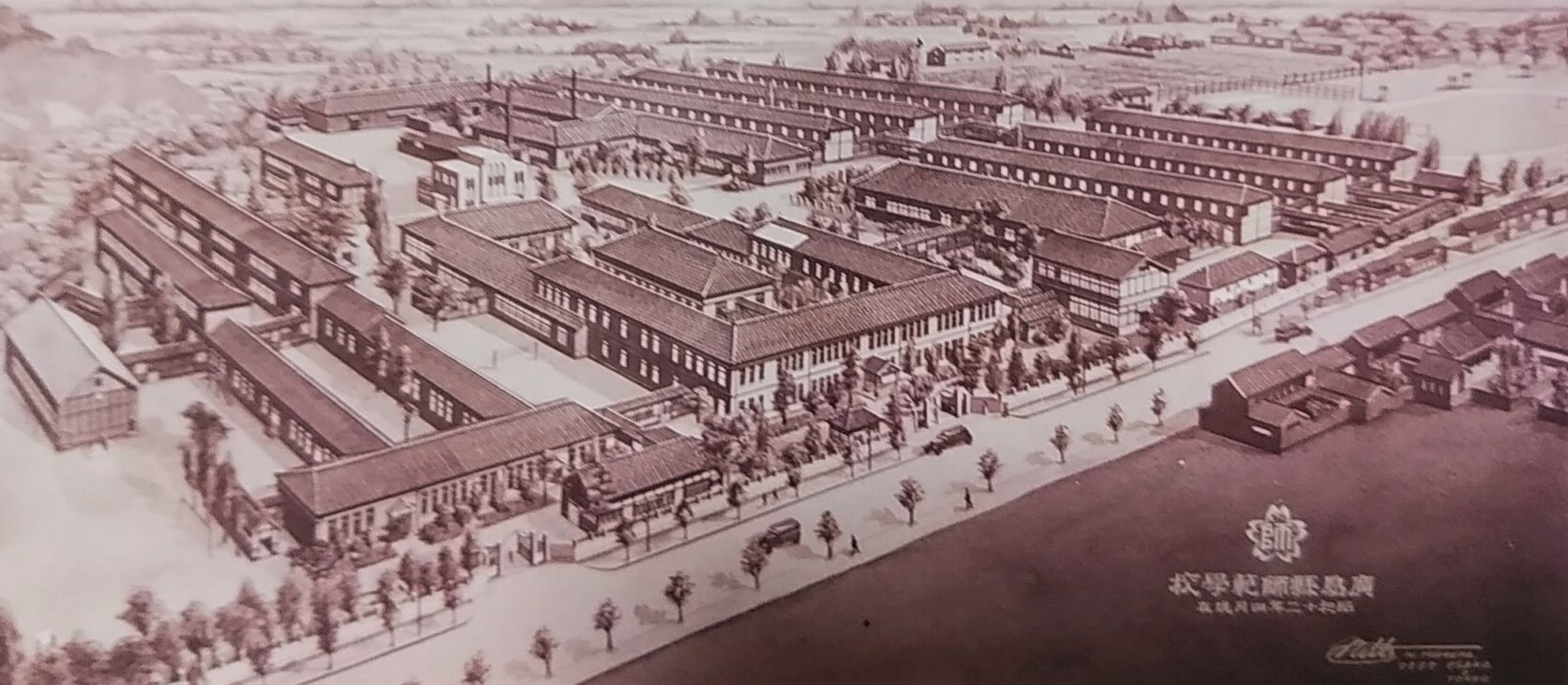
1937年4月広島県師範学校校舎の写真

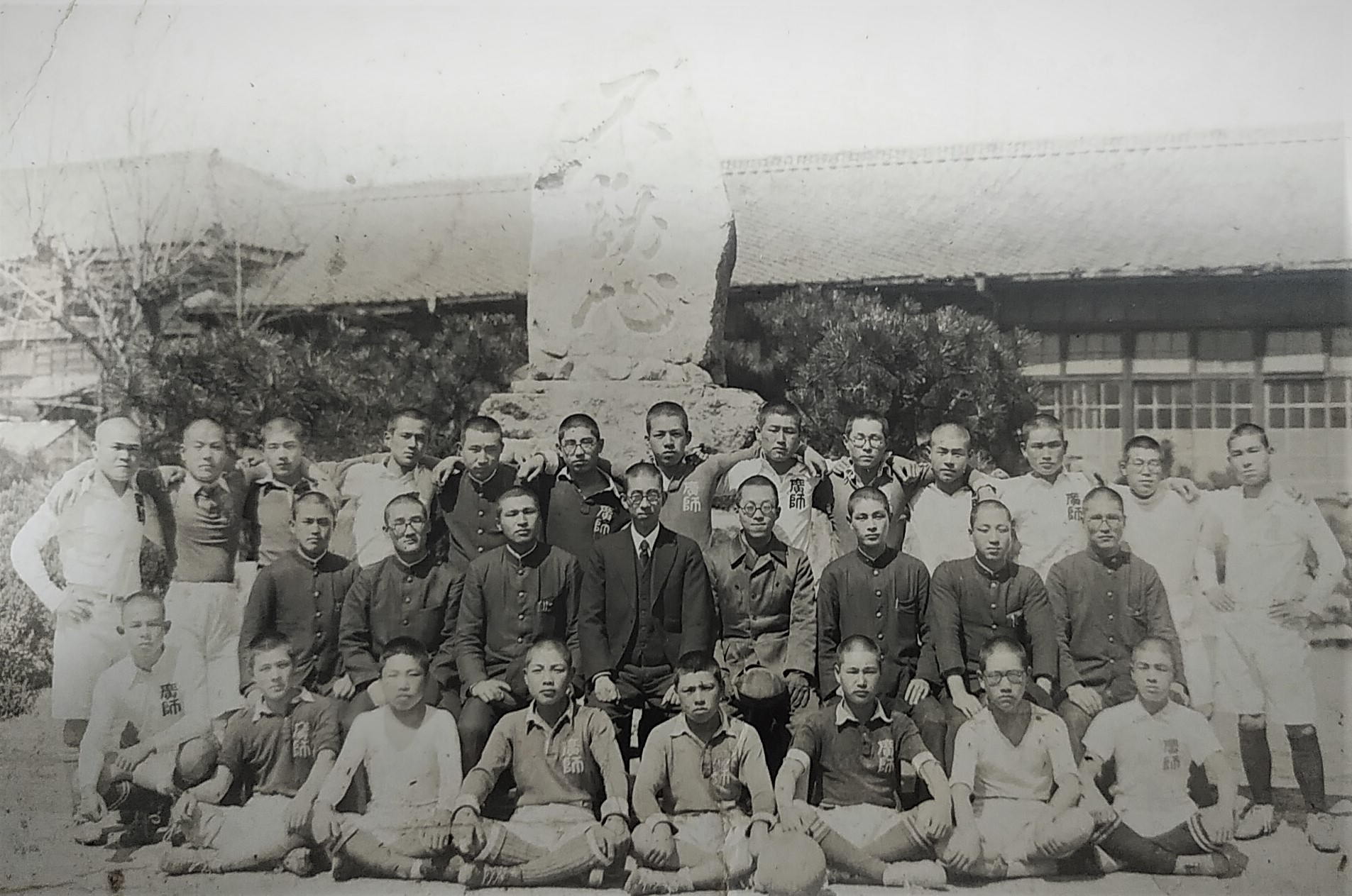
1940年頃広島県師範学校校庭の「不動心」の碑

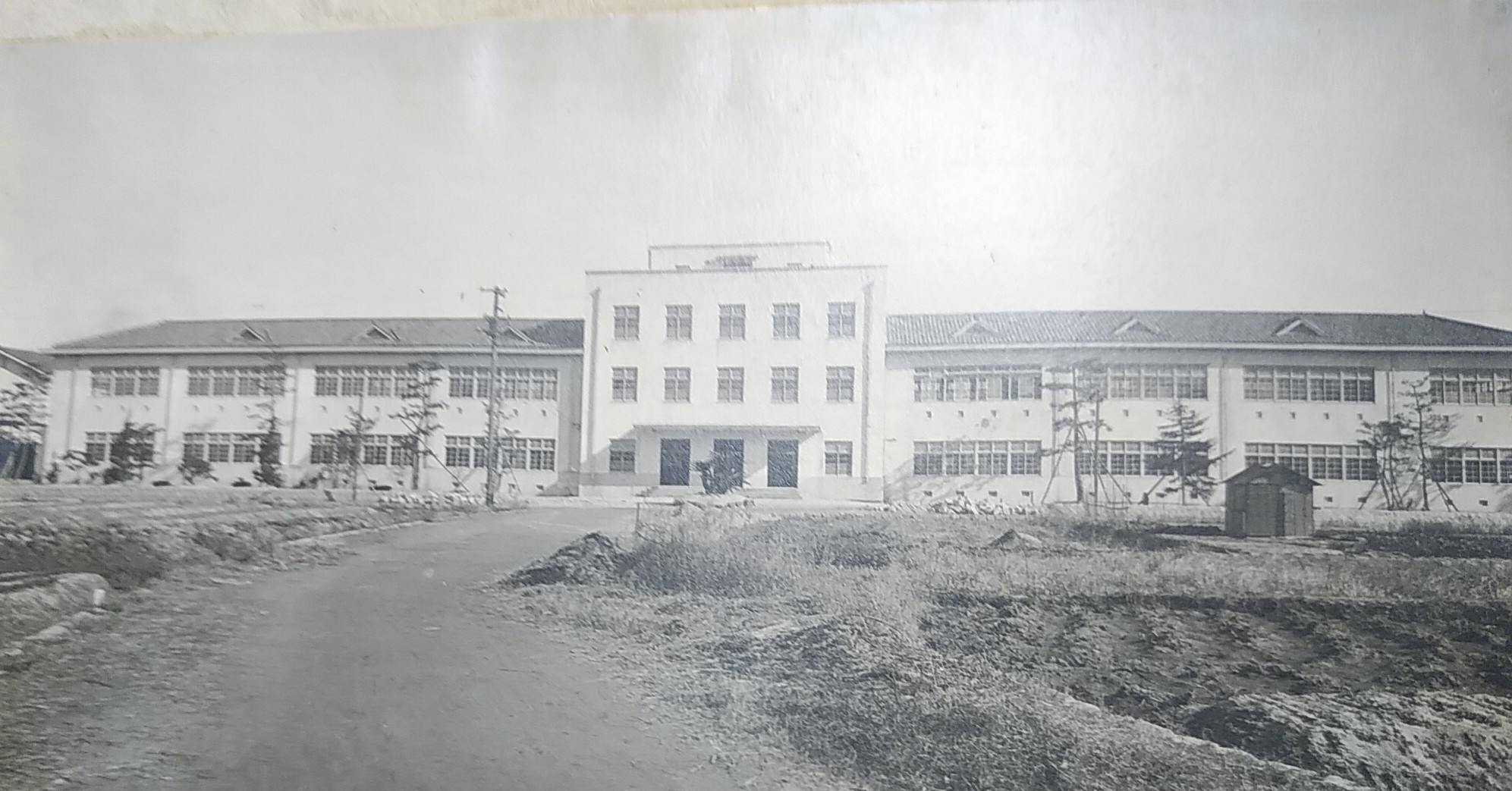
1941年広島県師範学校東雲新校舎の写真

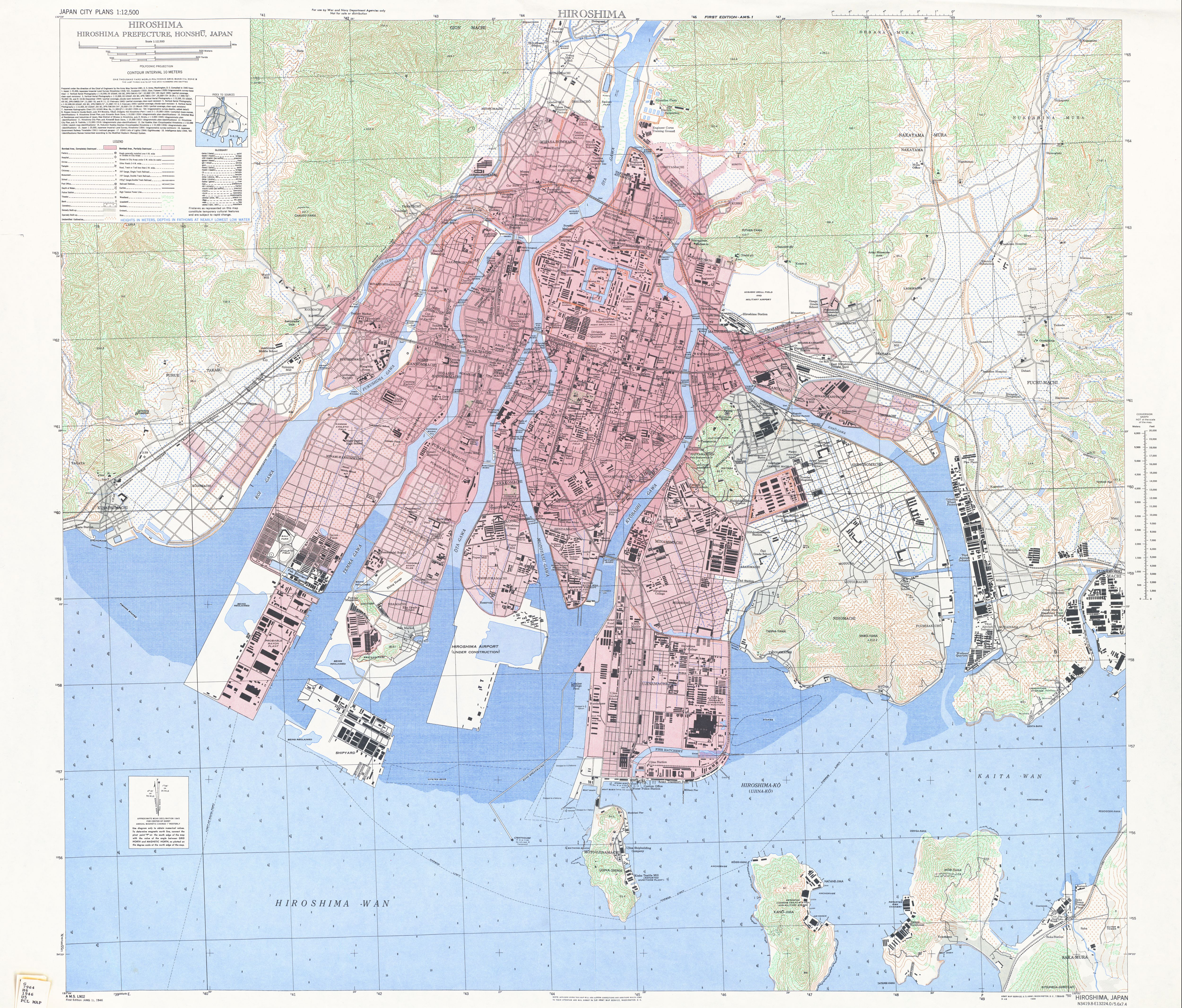
1945年の米軍作成の地図 / 図中"Normal School"として示された旧校地以外に"SHINONOMECHŌ"（東雲町）の新校地が確認できる（猿猴川左岸の"Grinding Wheel Factory"の対岸付近）。

### 男子部

#### 創立から皆実町校舎・東雲町校舎まで
1874年（明治7年）7月、白島学校として設立された当時の広島県師範学校は、市内（この時点では広島区内）東白島町の真木家宅を仮校舎としていた。翌1875年（明治8年）7月校舎は西白島町の山林社に移転し、ここに残されていた藩政時代以来の施設（かつて運上場が置かれていた）を利用した。1877年、官立師範学校が廃止されるとその施設はそのまま県師範学校に継承されることになり、同年3月、まず市内立町の官立師範学校跡地に移転、さらに7月には当初官立師範学校の新校舎として建設が進められていた竹屋町校舎が竣工したためここに移転した。しかし1879年（明治12年）7月、本校内規宿舎の失火によりほとんどの校舎が焼失し、翌11月皆実町への一時移転を経て、1880年（明治13年）3月には下中町（現在の中町）の広島県中学校の校地に移転し、一時期同校と校地を共用していた。1901年（明治34年）7月になって市内比治山下の皆実村（のちの皆実町 / ただし現在は南区比治山本町の町域内となっている）に新築された校舎に移転した（皆実町校舎）。皆実町校舎は長く使用されたが老朽が目立つようになり、1941年（昭和16年）9月には東雲町1946番地の新築校舎に移転した（この際予科生の寄宿舎のみが皆実町校地に残された）。

#### 東雲町校地の継承と現状
附属学校を併設する東雲町校舎は官立師範学校男子部への改編を経て新制広島大学への移行に至るまで維持され、広大教育学部東雲分校へと引き継がれ、1978年東雲分校が学校教育学部として分離すると、この地は同学部および附属学校（附属東雲小学校・中学校）の校舎・校地となった。本校は広島大学の旧制前身校の中では原爆による施設の被害が僅少であったため、被爆建物である旧制以来の校舎はそのまま戦後も長く使用された（後出）。東雲校地は、学校教育学部の統合移転後には南半部が2004年章栄不動産および広島高速道路公社に売却されてマンション・広島高速2号線東雲出入口の用地となり、残された附属小・中の校地は現在も存続している。

#### 下中町校地・皆実町校地の現状
なお師範学校移転後の下中町校舎は、県立広島高等女学校（のち県立広島第一高等女学校）の校舎に転用され、原爆による壊滅と戦後の同校の広島陸軍被服支廠跡地への転出まで存続した。跡地には「広島第一県女原爆犠牲者追憶之碑」が建立され、当時の正門門柱が移設・保存されている。皆実町校舎は師範学校の東雲町移転後、先述の寄宿舎を除き1945年（昭和20年）3月に新設された広島県立医学専門学校の校舎となったが、同校の本格的開校を目前にして原爆投下により、医専校舎としてはほとんど使用されることなく壊滅した。かつての皆実町校地の位置は、その後の再開発によりやや街路の位置が変わっているものの、現在は先述の通り比治山本町内の広島地域事務所・産業文化センター・南区民文化センター・南区図書館から国道2号線をまたいで皆実町一丁目の広島エフエム放送本社・広島県健康福祉センター・南区役所などが立地する街区にほぼ一致する。なおかつての皆実町校舎の運動場の南端であった皆実小学校の校庭の一角に、1986年11月、同窓生による「不動心」の碑が建立されており、かつてこの地に師範学校が立地していたことを記念している。

### 女子部
1908年（明治41年）7月、広島県御調郡三原町（現在の三原市）に設置が決まった広島県三原女子師範学校は、当時校舎が建設中であったためとりあえず1909年（明治42年）2月には広島県師範学校内に設置され、翌1910年（明治43年）3月になってやっと三原町の新築校舎に移転した。三原校舎は官立師範学校女子部への改編を経て新制広島大学への移行に至るまで維持され、広大教育学部三原分校へと継承されたが1962年に東雲分校と統合されて大学キャンパスとしては廃止になった。現在は女子部の附属学校を継承した附属三原幼稚園・小学校・中学校の校舎・校地のみが存続している。

### 広島師範学校講堂・体育館
新制移行時の広島師範学校の講堂は、広島県営繕課の設計、森信組の施工により1941年9月東雲校地内に竣工したRC造2階（一部3階）建ての建造物で、1階部分を職員室、その上階を講堂として使用した。原爆被災に際しては爆心地から4.11㎞の位置にあり、窓ガラスの大半が破れ窓枠が損傷するなどの被害を受けたが、全般的には被害軽微であったため応急修理を経て戦後早い段階から使用が再開された。新制移行後は広島師範を母体として発足した広大教育学部東雲分校（ついで学校教育学部）の図書室として使用されたのち、学部移転後は附属東雲中の教育実習生控室として使用されるなど旧・広島大学キャンパス内の被爆建造物としては比較的最近まで現役の施設として維持されていたが、老朽化が進行し2006年8月に解体された。また講堂に接続する師範学校の体育館（木造）も新制移行後、同分校の体育館として引き続き使用されたのち1995年6月に解体された。

## 原爆による被害
1945年8月6日の原爆投下に際し、広島師範学校男子部の校舎は爆心地から4㎞以上離れていたこともあり、先述の通りRC造の講堂が小破し、また木造2階建ての校舎の屋根が落ちて半壊になるなどの被害があり、皆実町にあった予科生の寄宿舎は全壊したものの、全般的に施設の損害は小さかった。また当日、生徒は勤労動員となっていたが、動員先も爆心地から遠隔の地であったため、犠牲者も比較的少なく、1945年中の被爆死者は教職員3名、生徒（予科生）6名であった。また男子部の附属国民学校の生徒は集団疎開中であったため同様に犠牲者は少なく、1945年中の被爆死者は教職員3名、生徒2名である。
新制広島大学移行後の1972年3月には広島大学原爆死没者慰霊行事委員会が発足して師範学校を含む広島大の旧制包括校の原爆犠牲者の慰霊事業が行われることとなり、その主要事業として1974年8月「広島大学原爆死没者追悼之碑」が建立された。この碑は広大本部が東広島キャンパスに移転したのちも東千田キャンパス内に残され、大学関係者によって毎年慰霊式典が行われている。

## 著名な出身者・教員

### 出身者
- 六角紫水（漆工芸家）
- 曻地三郎（福岡教育大学名誉教授）
- 多田徳雄（バレーボール全日本男子初代監督）
- 須磨弥吉郎（外交官、中退）
- 内海清（元衆議院議員）

### 教員
- 矢部善蔵（校長、教育者）
- 久保田譲（校長、枢密顧問官）
- 大河内輝剛（校長、歌舞伎座社長）
- 中村六三郎（校長、教育者）
- 清水文雄（国文学者）
- 本田乙之進（教育者 台南師範学校校長）

## 参考・関連文献
- 広島大学二十五年史編集委員会 『広島大学二十五年史：包括校史』 広島大学、1977年（昭和52年）
- 被爆建造物調査委員会（編） 『被爆50周年 ヒロシマの被爆建造物は語る - 未来への記憶』 広島平和記念資料館、1996年
- 山下和也・井手三千男・叶真幹 『ヒロシマをさがそう：原爆を見た建物』 西田書店、2006年　ISBN 488866434X
- 広島大学文書館（編） 『広島大学の五十年』 広島大学出版会、2013年　ISBN 9784903068084